# Pseudochirella bilobata
Pseudochirella bilobata är en kräftdjursart som beskrevs av Vervoort 1949. Pseudochirella bilobata ingår i släktet Pseudochirella och familjen Aetideidae. Inga underarter finns listade i Catalogue of Life.